# 易易梓
易易梓（1987年11月8日—），本名易秋兰，曾用艺名易易紫，中国女歌手、演员。出生于四川省成都市，后随家人搬至广东东莞居住，曾是一名职业模特。2009年湖南卫视“快乐女声”全国300强，赛后加入女子团体i Me。

## 快乐女声和i Me
易易梓于2009年参加湖南卫视“快乐女声”比赛，以广州赛区20强的身份入围全国300强。之后她放弃自己的本名“易秋兰”而改用艺名“易易紫”，但随即在6月13日的300进60第五场中遭淘汰。
赛后她接受天娱传媒的邀请，加入跨国女子团体i Me，在组合中以性感著称，并以Rap见长。
关于组合时期的演艺经历、作品、奖项等相关情况，参见条目i Me。

## 電視劇
- 2013年《女神办公室第一季》
- 2014年《爱情公寓4》客串
- 2014年《愛情回來了》饰 Stanley
- 2014年《不一样的美男子》饰 赵小琪
- 2015年《相爱穿梭千年》饰 趙飛燕
- 2016年《电竞纪元》(網絡劇)饰 冰雪女皇
- 2018年《一路繁花相送》饰 小娜
- 2019年《新白娘子傳奇》 饰 胡可心
- 待播《闺蜜圈》饰 白潇潇

## 电影
- 2011年《开心魔法》 东山排球队员
- 2018年《現場直播》(網絡電影)